# Rivalité d'amour
Rivalité d'amour er en fransk stumfilm fra 1908 af Georges Méliès.